# عين الكيحل
عين الكيحل هي إحدى بلديات ولاية عين تموشنت الجزائرية.